# 편집
편집(編輯)은 언론, 문학, 출판, 음악, 영화 등에서 문자, 그림, 소리 등을 수집 및 분류하여 전달하고자 하는 내용을 정리하는 작업을 의미한다. 또한 편집을 하는 사람은 편집자로 불리며, 편집을 지원하는 기계나 소프트웨어는 편집기로 부른다. 그리고 편집 업무 전체를 관할하는 이를 편집장이라고 한다.

## 출판 매체

### 문학 출판
전통적으로 시, 소설 등에서 편집은 내용 측면에선 교정, 교열 작업이고. 형태 측면에서는 책의 판형, 인쇄 방식, 제본 방식 등을 결정하는 작업이다. 교정은 맞춤법 띄어쓰기 등 기초적인 문법 수준에서 넓게 보면 인명, 지명, 연도, 사건사고의 사실 확인까지 포함하다. 교열은 작가의 의도를 살려 모호하거나 오독할 여지가 있는 글을 다듬는 일을 말한다. 최근 들어 기획에 의해 제작된 작품들이 등장하면서 편집이 차지하는 비중은 크게 늘어났다. 그러나 문학에 대한 과도한 편집의 개입은 대필작가 논란을 불러오게 되었다.

### 정기간행물
신문, 잡지 등 출판 매체에서 편집은 가장 중요한 과정의 하나이다. 출판 매체는 편집을 통해 소재의 선정과 내용의 방향성을 결정한다. 출판 매체의 편집은 대개 편집부와 같은 별도의 부서에 의해 이루어진다. 언론은 종종 편집권 독립의 문제 등으로 내부 분규를 겪기도 한다.

## 영상 매체
영화의 기본 단위로 사용됐던 단어인 '컷'은 영화가 편집을 기본으로 한 예술 분야임을 보여 준다. 영화뿐 아니라 다큐멘터리 등 모든 영상 매체는 편집의 과정을 거친다. 영상의 편집은 출판의 편집과 비슷한 과정을 거치나 이미지와 소리의 효과에 대한 편집, 배경 음악의 사용 등 추가적인 과정을 거치게 된다.

## 같이 보기
- 퇴고 - 시, 소설 등의 문학에서 글에 편집을 가하는 것을 퇴고라고 부르기도 한다.
- 편찬 - 글의 내용을 모으거나 구성하고 기획하는 편집, 이미 편집한 글이나 영상, 음악을 책이나 앨범 등으로 출판한 것. 앤솔로지 등.